# Trypeta seticauda
Trypeta seticauda är en tvåvingeart som beskrevs av Wang 1996. Trypeta seticauda ingår i släktet Trypeta och familjen borrflugor. Inga underarter finns listade i Catalogue of Life.